# 馬克·比斯安奴
馬克·比斯安奴（英語：Mark "Marco" Bresciano，1980年2月11日—），澳洲足球運動員，擔任中場，多數司職左翼，亦能以前鋒或進攻中場身分上陣，最後效力卡塔爾星級足球聯賽的球會艾加拉法。比斯安奴是澳洲國家足球隊球技最好的球員之一，有速度、腳法及射術，入球後由於會以「扮石像」的方式慶祝，所以有「石像人」的稱號。

## 榮譽

### 國際賽
澳洲隊
- 大洋洲U1920青年錦標賽冠軍：1998年
- 大洋洲國家盃冠軍：2004年
- 亞足聯亞洲盃冠軍：2015年

## 外部連結
- OzFootball profile （页面存档备份，存于）
- Al-Gharafa Player Profile （页面存档备份，存于）